# 5416 Estremadoyro
5416 Estremadoyro è un asteroide della fascia principale del diametro medio di circa 18,28 km. Scoperto nel 1978, presenta un'orbita caratterizzata da un semiasse maggiore pari a 2,7815014 UA e da un'eccentricità di 0,2369693, inclinata di 8,39176° rispetto all'eclittica.